# Gabriele Salvatores
Gabriele Salvatores (Napels, 30 juli 1950) is een Italiaanse Oscar-winnende filmregisseur en scenarioschrijver.

## Biografie
Salvatores, geboren in Napels, debuteerde in 1972 als theaterregisseur en richtte in Milaan het Teatro dell'Elfo op, waarvoor hij tot 1989 verschillende avant-gardestukken regisseerde.
In dat jaar regisseerde hij zijn derde speelfilm, Marrakech Express, die in 1990 werd gevolgd door Turné. Beide films deelden een groep acteursvrienden, waaronder Diego Abatantuono en Fabrizio Bentivoglio, die ook in veel van zijn latere films speelden. Turné werd vertoond in de sectie Un Certain Regard op het filmfestival van Cannes in 1990.
In 1991 kreeg Salvatores internationale lof voor Mediterraneo, dat een Academy Award won als beste buitenlandse film. Het won ook drie David di Donatello's, de belangrijkste Italiaanse filmprijs, en een Zilveren Lint.
In 1992 bracht hij Puerto Escondido uit, naar de gelijknamige roman van Pino Cacucci, waarin Abatantuono en Bentivoglio werden vergezeld door een andere voor Salvatores bekende acteur, Claudio Bisio. Het jaar daarop regisseerde hij Sud, met Silvio Orlando, een poging om de politieke en sociale situatie van de Mezzogiorno van Italië aan de kaak te stellen vanuit het oogpunt van werklozen en mensen aan de rand van de samenleving.
De belangrijkste thema's van Salvatores' scenario's zijn ontsnappen aan een realiteit die niet kan worden geaccepteerd of begrepen, nostalgie naar oude vrienden en reizen die nooit eindigen. In1997 begon hij echter te experimenteren met Nirvana, een sciencefiction-/ cyberpunkfilm die gemengde kritieken ontving. Dit werd gevolgd door het surrealistische Denti (Teeth, 2000) en Amnèsia (2002). In beide films speelde Sergio Rubini.
Een groot succes was I'm Not Scared uit 2003, naar de roman van Niccolò Ammaniti. In 2005 regisseerde hij de noir Quo Vadis, Baby?. Zijn film As God Commands uit 2008 nam deel aan het 31e Internationale Filmfestival van Moskou.

## Filmografie
- Sogno di una notte d'estate (1983)
- Kamikazen - Ultima notte a Milano (1987)
- Marrakech Express (1989)
- On Tour (Turné, 1990)
- Mediterraneo (1991)
- Puerto Escondido (1992)
- Sud (1993)
- Nirvana (1997)
- Denti (2000)
- Amnèsia (2002)
- I'm Not Scared (Io non ho paura, 2003)
- Quo Vadis, Baby? (2005)
- As God Commands (Come Dio comanda, 2008)
- Happy Family (2010)
- Siberian Education (Educazione siberiana, 2012)
- Italy in a Day (2014)
- The Invisible Boy (Il ragazzo invisibile, 2014)
- The Invisible Boy: Second Generation (2018)
- Volare (2019)